# Peter W. Bachmann
Peter W. Bachmann (* 25. März 1955 in Halle (Saale)) ist ein deutscher Schauspieler.

## Leben
Peter W. Bachmann begann sein Berufsleben zunächst als Beleuchter im Landestheater Halle (Saale). Anschließend absolvierte er ein vierjähriges Schauspielstudium an der Staatlichen Schauspielschule Berlin und ist seit 1981 (ab 1982 fest engagiert) am neuen theater in Halle als Schauspieler beschäftigt. In seinem mehr als 40-jährigen Engagement am neuen theater hat er dort mehr als hundert Rollen gespielt. Bachmann ist als Gast Teil des Teams der künstlerischen Leitung des neuen theaters.

## Filmografie
- 1992: Die Lügnerin
- 1993: Die Trotzkis – Lieber Besuch (Fernsehserie)
- 1994: Tatort: Laura mein Engel (Fernsehreihe)
- 1998: Polizeiruf 110: Todsicher (Fernsehreihe)
- 1999: Tatort: Auf dem Kriegspfad
- 2001: Polizeiruf 110: Zerstörte Träume
- 2003: Polizeiruf 110: Kopf in der Schlinge
- 2003: In aller Freundschaft – Die eigenen vier Wände (Fernsehserie)
- 2003: SOKO Leipzig – Die Liebesfalle (Fernsehserie)
- 2004: Wer küsst schon einen Leguan?
- 2007: Der Kriminalist – Verbranntes Glück (Fernsehserie)
- 2007: Die Frau vom Checkpoint Charlie (Fernsehfilm, zweiteilig)
- 2007: Polizeiruf 110: Taximord
- 2007: SOKO Leipzig – Preis der Wahrheit
- 2007: An die Grenze (Fernsehfilm)
- 2008: Tierärztin Dr. Mertens – Gefährliche Nachbarn (Fernsehserie)
- 2008: Plötzlich Millionär (Fernsehfilm)
- 2008: Alarm für Cobra 11 – Die Autobahnpolizei – Auf eigene Faust (Fernsehserie)
- 2010: Großstadtrevier – Liebe macht blind (Fernsehserie)
- 2010: SOKO Leipzig – Luftnummer
- 2010: Countdown – Die Jagd beginnt – Der Feuerteufel (Fernsehserie)
- 2012: Heiter bis tödlich - Akte Ex – Fernweh (Fernsehserie)
- 2013: Turbo & Tacho (Fernsehfilm)
- 2014: SOKO Leipzig – Irre
- 2014: Ein Fall von Liebe – Familienfoto (Fernsehserie)
- 2015: SOKO Leipzig – Wem gehört die Stadt

## Theater
- 2007: Ingmar Bergman: Szenen einer Ehe (Johan) – Regie: Christoph Werner (neues theater Halle)
- 2012: Kay Pollak: Wie im Himmel (Stig Berggren, Dorfpfarrer) – Regie: Henriette Hörnigk (Neues Theater Halle)
- 2013: Friedrich Schiller: Maria Stuart (Amias Paulet, Ritter) – Regie: Matthias Brenner (Neues Theater Halle)
- 2014: Erik Gedeon: Ewig Jung (Herr Bachmann) – Regie: Alexander Suckel (Neues Theater Halle)
- 2016: Fjodor Dostojewski: Schuld und Sühne (Pjotr Petrowitsch Luschin) – Regie: Matthias Brenner (Neues Theater Halle)
- 2016: Michael Frayn: Der nackte Wahnsinn (Selsdon Mowbray, Einbrecher) – Regie: Henriette Hörnigk (Neues Theater Halle)
- 2016: Gunnar Dreßler: Ziemlich beste Freunde (Philippe) – Regie: Matthias Brenner (Neues Theater Halle)
- 2017: Rainer Werner Fassbinder: Angst essen Seele auf (Gerhard Gruber) – Regie: Matthias Brenner (Neues Theater Halle)

## Hörspiele
- 1995: Anthony Burgess: Uhrwerk Orange (Dim) – Regie: Wolfgang Rindfleisch (Hörspiel – MDR)
- 2003: Jules Verne: 20.000 Meilen unter dem Meer (J. B. Hobson) – Regie: Walter Adler (Hörspiel – MDR/RB)